# کوکتیل پارتی
کوکتیل پارتی (به انگلیسی: The Cocktail Party) از نمایشنامه‌های تی. اس. الیوت است که نخستین بار سال ۱۹۴۹ به روی صحنه رفت و در سال ۱۹۵۰ جایزه تونی بهترین نمایش را از آن خود کرد.